# Willis Goodwin
Willis Goodwin (Estados Unidos, 20 de noviembre de 1999) es un jugador profesional estadounidense de rugby que se desempeña en la posición de wing izquierdo en Chicago Hounds, equipo perteneciente a la liga Major League Rugby.

## Carrera
En 2022, Goodwin hizo su debut como profesional con el equipo New England Free Jacks (2022-2023), después pasó a Chicago Hounds, disputando su segunda temporada en la Major League Rugby.